# 前野淳一郎
前野 淳一郎（まえの じゅんいちろう、1926年（大正15年）12月 -　）は、日本の造園家。観光学者。株式会社フォーサイト技術顧問。技術士（建設部門・都市及び地方計画)。社団法人日本造園学会名誉会員。日本自然保護協会自然観察指導員他。造園や観光分野で活躍し地域振興をふまえた観光開発とレジャー・レクリエーション計画に従事していたが、現在は地元東京阿佐ヶ谷で、杉並まちづくり研究会エポス、桃園川を愛でる会などの活動を行う。
日本レジャー・レクリエーション学会会長、財団法人公園緑地管理財団オートキャンプ研究会副会長などを歴任。その他日本オートキャンプ協会理事、社団法人国際観光施設協会理事、日本観光研究学会評議員、財団法人日本レクリエーション協会評議員、財団法人日本造園修景協会評議員、日本レクリエーション協会レジャーレクリエーション研究所運営委員、社団法人日本ネイチャーゲーム協会理事などをつとめている。
東京阿佐ヶ谷北生まれ。

## 略歴
東京府立の旧制第十中学校の一年生のころまで阿佐ヶ谷で育つ。1940年に満州国首都旧新京（現長春）に転入。その後東京大学農学部林学科に進学。観光施設計画をテーマに箱根を研究する。
1952年に卒業後、林学科造林学第2講座造園学教室助手を務め、造園学と都市観光開発の研究に従事する傍ら、日本造園学会事務局を通じて当時東京大学農学部農学科園芸第二講座助手の池原謙一郎と面識をもち、1957年に造園懇話会を発足させる。その後、財団法人国民休暇村協会を経て、雑誌『国際建築』の発行人をしていた田辺員人とランドスケープコンサルタントのスペースコンサルタンツを設立。また母校東京大学をはじめ、いくつか大学や教育機関の講師を務める。国内全国各地の他、中国からも招へいされて観光計画立案に従事。
昭和45年度、茨城県観光計画策定その他一連の観光計画で、日本造園学会賞（設計計画作品部門）受賞。

## おもな業績等
- 比叡山の綜合観光開発計画（加藤誠平らと）
- 「キャンプ場の個性的な魅力づくり」に関するアンケート調査実施
- 西海国立公園候補地公園計画調査
- 昭和30年前後の頃の岩手県・陸中海岸国立公園候補地調査（国立公園協会の委嘱）などに参加
- 大阪府・布施市布施駅前商店街再開発 (基本調査報告, 1964年)
- 遊休地利用計画 (1975年)
- 新宿落合中央公園の設計
- 新宿柏木公園の設計
- 財団法人日本離島センター委嘱による多くの離島振興調査に参加
- 五島列島の振興施策策定調査 (1975年)
- 鹿町町の集団施設地区計画 (調査委託, 1979年)
- 佐世保市観光施設計画・佐世保市を中心としたモデル定住圏調査委託 (1980年)
- 島原半島地域観光レクリエーション開発計画 (委託調査, 1983年)
- 地域観光レクリエーション開発計画 (調査委託, 1985年)
- 鹿子前地区観光開発 (推進調査, 1987年)
- 平成8年度IVICT調査・研究事業双葉広域地域振興計画策定事業(福島県)委員会委員

## 著書
- 敷地計画の技法、ケヴィン・リンチ著、佐々木宏と共訳, 鹿島出版会, 1966年初版、1972年第二版
- 観光開発主体論――序説――地域の観光開発計画にリアリティをもたせるために、地域開発6904-55 財団法人日本地域開発センター
- 「設計ひとすじ“論”より“作品”」雑誌「庭」別冊32－水と緑の庭（街の中の水空間／人と作品　伊藤邦衛の世界）
- HF研究会「高層高密度団地における戸外空間設計資料 改訂版」1969
- 観光開発への反省と課題　壱岐『島の科学』研究会　1971刊第8号
- 滞在型レクリエーションと公園緑地　オート・キャンプ場整備の現状と展望そして課題 , 公園緑地 1994年7月 巻:55号:1頁:21-24  ISSN 0287-9034
- 上昇の一途を辿る森林の休養的利用 : 1945-1950 報告(Recreational Use of Forests Boostead (American Forests, Oct. 1951) 社団法人日本造園学会
- 新しいくるまのレジャー　オート・キャンプの現状とその将来, 高速道路と自動車　巻:27号:40-43　ISSN  0287-2587